# Beleg van Ieper (1678)

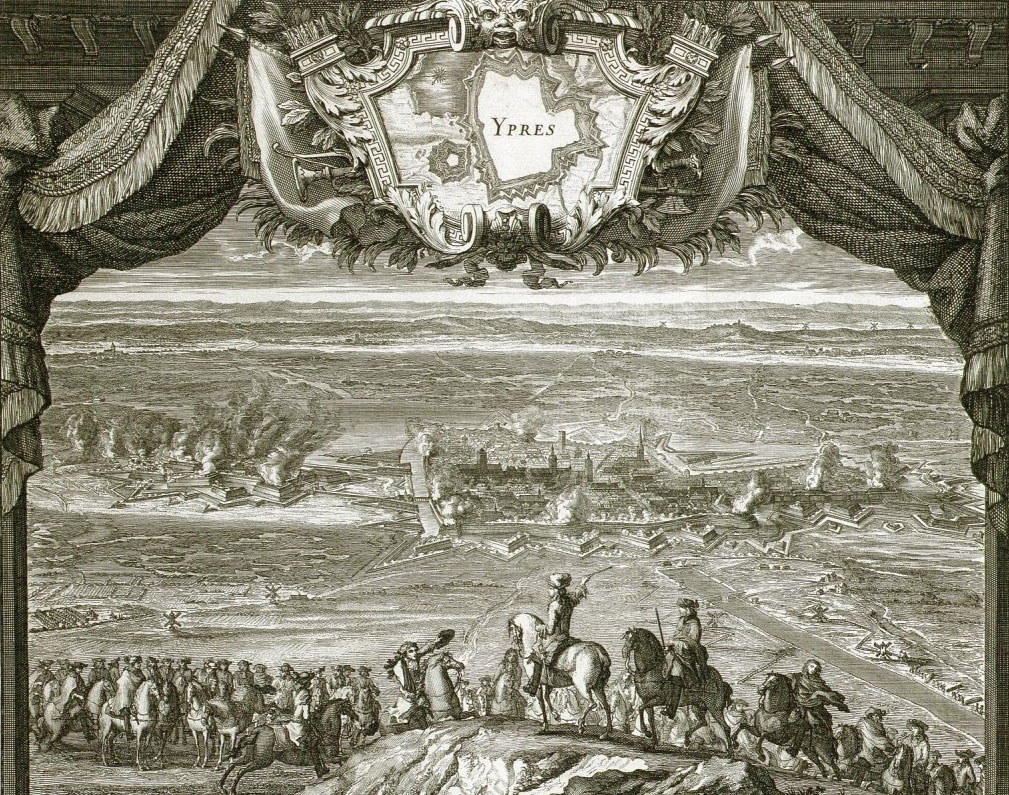
De Fransen naderen Ieper

Het Beleg van Ieper in de Spaanse Nederlanden vond plaats tussen 18 en 25 maart 1678 als onderdeel van de Hollandse Oorlog. Het eindigde met de verovering van de stad Ieper door de Franse troepen.

## Inleiding
In oktober 1677 trouwde Mary Stuart, een nicht en mogelijke troonopvolgster van Karel II van Engeland met Willem III van Oranje, wat inhield dat er een verzoening tussen Engeland en de Republiek der Zeven Verenigde Nederlanden tot stand kon komen, die in oorlog met elkander verkeerden tot in 1674. Lodewijk XIV van Frankrijk viel de Spaanse Nederlanden binnen met als excuus een mogelijke Engelse aanval tegen hem voor te zijn.
In de Nederlanden had men een aanval tegen het graafschap Namen verwacht, maar Lodewijk XIV dirigeerde zijn troepen richting Vlaanderen. Ze namen de stad Gent in op 9 maart en trokken daarna naar Ieper.

## Het beleg
Op 18 maart startten de Fransen onder leiding van Vauban met het graven van loopgraven in richting van de stadscitadel. Ieper werd op dat moment verdedigd door een Spaanse garnizoen onder Francisco de Pardo, die alle omringende polders onder water liet zetten. Maar de Fransen waren al te ver gekomen met hun acties om nog gestopt te kunnen worden. De stad werd onder vuur genomen door 22-kaliber geschut en 12 mortieren. Na een week waren de werkzaamheden zo gevorderd, dat Lodewijk XIV het bevel gaf tot een aanval op de stad op 24-25 maart. Ieper werd snel daarna veroverd en de verdedigers capituleerde bij het ochtendgloren. De citadel hield het nog een dag langer vol, waarna 1600 mensen en 600 gewonden zich overgaven.

## Gevolg
In april startte Vauban met het moderniseren van de fortificaties van Ieper, die de omvang kregen zoals die vandaag de dag nog steeds te zien is. Lodewijk van Crevant, hertog van Humières, werd gouverneur van de stad.
In Engeland regelde Karel II 20 regimenten om overgescheept te worden naar Oostende, maar daarna twijfelde hij om in oorlog te gaan met Frankrijk. In de tussentijd begonnen er onderhandelingen tussen Frankrijk en de Nederlandse Republiek, wat leidde tot het Verdrag van Nijmegen op 10 augustus 1678. Ieper ging deel uitmaken van het koninkrijk Frankrijk tot 1697, toen het terugkwam aan de Spaanse kroon bij de Vrede van Rijswijk.